# Spoznala boš visokega temnega tujca
Spoznala boš visokega temnega tujca (angleško You Will Meet a Tall Dark Stranger) je ameriško-španski komično-dramski film iz leta 2010, ki ga je režiral in zanj napisal scenarij Woody Allen. V glavnih vlogah nastopajo Antonio Banderas, Josh Brolin, Anthony Hopkins, Gemma Jones, Freida Pinto, Lucy Punch, Naomi Watts, Roger Ashton-Griffiths in Pauline Collins. Zgodba govori o dveh parih zakoncev, Alfieju (Hopkins) in Heleni (Jones) ter njuni hčeri Sally (Watts) in njenem možu Royu (Brolin).
Film je bil premierno prikazan 15. maja 2010 v netekmovalnem programu Filmskega festivala v Cannesu, v ameriških kinematografih pa 23. septembra istega leta. Naletel je na mešane ocene kritikov. Na strani Rotten Tomatoes je prejel oceno 46%. Vseeno je bil finančno uspešen, saj je prinesel dohodek 34,3 milijona $ ob 22 milijonskem proračunu.

## Vloge
- Antonio Banderas kot Greg Clemente
- Josh Brolin kot Roy Channing
- Anthony Hopkins kot Alfie Shepridge
- Gemma Jones kot Helena Shepridge
- Freida Pinto kot Dia
- Lucy Punch kot Charmaine Foxx
- Naomi Watts kot Sally Channing
- Roger Ashton-Griffiths kot Jonathan Wunch
- Ewen Bremner kot Henry Strangler
- Neil Jackson kot Allen
- Celia Imrie kot Enid Wicklow
- Pauline Collins kot Cristal D'Argenis
- Anna Friel kot Iris
- Alex MacQueen kot Malcolm Dodds
- Meera Syal kot Dianina mati
- Anupam Kher kot Dianin oče
- Natalie Walter kot Allenova sestra[4]
- Christian McKay kot igralec pokra
- Philip Glenister kot igralec pokra
- Theo James kot Roy Richards